# اوبیون (تنسی)
اوبیون(به انگلیسی: Obion) شهری در ایالت تنسی کشور ایالات متحده آمریکا است که جمعیت آن در سرشماری سال ۲۰۱۰ میلادی، ۱٬۱۱۹ نفر بوده‌است.